# マット・フェスラー
マット・フェスラー（Matt Faessler、1998年12月21日 - ）は、スーパーラグビー・パシフィック、レッズに所属するラグビー選手。

## プロフィール
- オーストラリア・トゥーンバ出身[1]。
- ポジションはフッカー(HO)。
- 身長 183cm、体重 105kg
- U20オーストラリア代表に選ばれたことがある[2]。
- オーストラリア代表キャップは5（2024年2月現在）でワールドカップ2023のオーストラリア代表に選ばれた[3]。

## 略歴
クイーンズランド・カントリーを経て、2020年、レッズに加入。